# デーヴァラ
『デーヴァラ』（Devara: Part 1）は、2024年のインドのテルグ語アクションドラマ映画。コラターラ・シヴァが監督を務め、主要キャストとしてN・T・ラーマ・ラオ・ジュニア、サイーフ・アリー・カーン、ジャーンヴィ・カプール、プラカーシュ・ラージ、シュリーカーント、シャイン・トーム・チャッコーが出演している。「赤海」と呼ばれる海域の武器密輸を止めさせようとする主人公デーヴァラと村人たちの対立が描かれている。撮影は2023年から2024年にかけてハイデラバード、シャムシャバード、ヴィシャーカパトナム、ゴア州、タイ王国で行われた。
2024年9月27日に2D・IMAX・4DX・ScreenX・D-BOX・MX4D・ICE形式で劇場公開され、批評家からの反応は混合的な結果となった。製作費20億-30億ルピーに対し、興行収入は38億-52億1000万ルピーを記録しており、テルグ語映画年間興行成績第3位、インド映画年間興行成績第5位、テルグ語映画歴代興行成績第8位にランクインしている。

## ストーリー
1996年。クリケット・ワールドカップを目前に控えたボンベイでは、治安上の懸念であるギャングのダヤとヤティの対処について協議が行われていた。そんな中、マハーラーシュトラ州警察特別捜査班はヤティの手下を逮捕・尋問し、ヤティが密輸業者ムルガと会うためにアーンドラ・プラデーシュ州とタミル・ナードゥ州の州境にあるラトナギリに向かったことを聞き出す。特別捜査班長のシヴァムは現地に向かい、ムルガのパートナーであるトゥラシ元警視と接触する。シヴァムは密輸業者を装いムルガの居場所を聞き出そうとするが、トゥラシは「赤海」と呼ばれる海域を拠点にするバイラに会うように促す。赤海の村に向かったシヴァムはバイラと接触して密輸の仕事を持ち込むが、バイラから仕事を拒否され村を後にする。その直後、浜辺で村の長老シンガッパと出会ったシヴァムは、彼から赤海の住民が密輸業から手を引いた12年前の事件の経緯を語られる。
赤海の住民たちは、かつては屈強な戦士として独立王国を守護していたが、インドの独立以降は生活が困窮したため、密輸業で生計を立てるようになっていた。赤海は4つの村に分かれており、それぞれの村の村長だったデーヴァラとバイラがリーダー格として密輸業を取り仕切り、ムルガの依頼で貨物船から密輸品を荷下ろししていた。ある日、デーヴァラたちはインド沿岸警備隊に捕縛され、指揮官のイルファンから密輸品の中身が武器であり、密輸された武器がテロに利用され、多くの人々の命を奪っていることを告げられる。デーヴァラは密輸された武器が使用されたテロで、彼の村の青年が犠牲になったことを知り衝撃を受ける。イルファンたちのもとから逃走したデーヴァラたちは村に戻り、デーヴァラはムルガとの縁を切り、密輸業を放棄して漁業で生計を立てることを決意する。デーヴァラの決定にバイラなど他村の住民は反発するが、密輸のために赤海に出ようとする村人はデーヴァラによって殺されるため、バイラたちは渋々デーヴァラの決定に従うようになる。デーヴァラに不満を募らせたバイラは彼の殺害を決意し、デーヴァラの友人ラヤッパの盲目の妹パドマと自分の弟を結婚させ、デーヴァラを結婚式に誘い出す。その日の夜、浜辺に誘い出されたデーヴァラはバイラの仲間であるコラやクンジャラたちに襲われるが、デーヴァラは彼らを返り討ちにして姿を消してしまう。翌朝、浜辺に集まった人々は襲撃者たちの死体と、密輸を試みる者たちへのデーヴァラの警告文が書かれた岩を発見する。
デーヴァラの失踪から時が流れ、赤海の村人たちは彼の制裁を恐れて密輸業から手を引き、漁業で生計を立てるようになっていた。彼の息子ヴァラも漁業に従事していたが、勇敢だった父と異なり、ヴァラは温厚で臆病な人間に成長しており、父のことを「家族を捨てた男」と嫌っていた。ヴァラの幼馴染みでラヤッパの娘であるタンガも彼に恋心を抱きつつも、デーヴァラのような勇敢な男になって欲しいと願っており、彼に想いを告げずにいた。一方、デーヴァラの命を狙うバイラは、村の少年たちにデーヴァラへの憎悪を植え付け、自身の私兵部隊を作り上げていた。同じころ、デーヴァラの母が病気となり、人知れずデーヴァラが見舞いに訪れるが、待ち伏せしていたバイラたちに襲われてしまう。戦わずに逃げ去ったデーヴァラを見たバイラは、彼の脅威は去ったと考えて密輸業を再開しようとムルガ、トゥラシと接触するが、2人から「デーヴァラを殺すこと」という条件を出されたため、デーヴァラの殺害を計画する。そんなある日、バイラの手下がヴァラの妹ウマを侮辱し、激怒したヴァラが手下たちを殴り倒す事件が発生する。翌日、手下の一人が死んだと聞かされたヴァラは釈明のためにバイラのもとを訪れ、バイラから私兵部隊と共に密輸に参加するように強要される。その後、怪我をした手下はバイラによって殺害され、それを口実にヴァラを密輸に参加させてデーヴァラを誘い出そうとしていることが明かされる。ヴァラが密輸に駆り出されたことを知った母は、シンガッパに「息子を止めて欲しい」と懇願するが、彼からデーヴァラはすでに死んでいること、村人を襲っていたのはヴァラであることを告げられる。同時に、ヴァラは父同様の勇敢な男だったが、臆病者を装いながら密輸を行おうとする村人たちに制裁を加えて父の生存を偽装していたことが明かされる。赤海に出たヴァラはバイラの手下たちを全滅させ、死体を連れて浜辺に戻りシンガッパたちと合流する。彼はデーヴァラの恐怖を村人たちに示すため自身の身体に傷をつけ、「父の意思に逆らった」姿を作り出す。
デーヴァラとヴァラの物語を聞き終えたシヴァムは、シンガッパに「デーヴァラを殺したのは誰なのか」と問い、デーヴァラを殺したのはヴァラであることが明かされる。

## キャスト
- デーヴァラ、ヴァラダ（ヴァラ） - N・T・ラーマ・ラオ・ジュニア
- バイラヴァ（バイラ） - サイーフ・アリー・カーン[14]
  - バイラの声 - P・ラヴィ・シャンカル
- タンガ - ジャーンヴィ・カプール[15]
  - タンガの声 - R・J・シュウェタ
- シンガッパ - プラカーシュ・ラージ
- ラヤッパ - シュリーカーント（英語版）
- ムルガ - ムラリ・シャルマ
- トゥラシ元警視 - アビマニュ・シン（英語版）
- シヴァム特別捜査班長 - アジャイ（英語版）
- イルファン - ナレーン（英語版）
- クンジャラ - カライヤラーサン（英語版）
- コラ - シャイン・トーム・チャッコー（英語版）[16]
- デーヴァラの妻/ヴァラの母 - シュルティ・マラテ（英語版）[17]
- ジョグラ - タルリ・ラメーシュワーリー（英語版）
- デーヴァラの母/ヴァーラの祖母 - ザリーナ・ワッハーブ（英語版）
- インド内務大臣 - ザキール・フセイン（英語版）
- マハーラーシュトラ州警察長官ラーダン - マイキー・マヒージャー
- ラヤッパの妻/タンガの母 - マニ・チャンダナ（英語版）
- クンジャラの妻 - シャヌール・サナー（英語版）
- バイラの妻 - チャイトラ・ラーイ
- ヴァーリ - ヒマージャー（英語版）
- タンガの友人 - ハリ・テージャ（英語版）、レーカー・ニローシャ、ビンドゥ・バールガヴィ
- メッタ・シュリーヌ - ゲタプ・シュリーヌ（英語版）
- ウマ - マンシー・ヴァルマー
- パドマ - プリンシー・ジョージ
- サマラ - スデーヴ・ナーヤル（英語版）
- パスラ - タラク・ポンナッパ

## 製作

### 企画

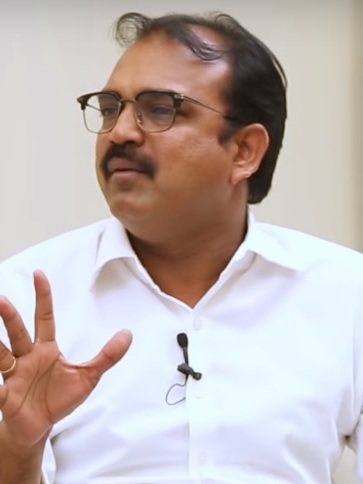
コラターラ・シヴァ

2020年2月、N・T・ラーマ・ラオ・ジュニアが『アラヴィンダとヴィーラ』に引き続いてトリヴィクラム・シュリーニヴァースの新作映画（仮題『NTR30』）に出演することが報じられ、S・ラーダー・クリシュナ（ハーリカ&ハーシン・クリエーションズ）とナンダムーリ・カリヤーン・ラーム（NTRアーツ）が製作に参加することも明かされた。同年7月にはコラターラ・シヴァがアッル・アルジュンを起用した新作映画（仮題『AA21』）の企画を発表し、スダーカル・ミッキリネーニ（ユヴァスダー・アーツ）が製作に参加することが明かされた。最終的に両方の企画は頓挫し、2021年4月に『NTR30』の監督をコラターラ・シヴァが務めることが報じられた。彼がラーマ・ラオ・ジュニアとコラボレーションするのは、『ジャナタ・ガレージ』以来となる。この発表はウガーディの時期である2021年4月13日に行われ、ユヴァスダー・アーツとNTRアーツが共同製作することが明かされた。しかし、コラターラ・シヴァは『Acharya』の製作に、ラーマ・ラオ・ジュニアは『RRR』の撮影に参加したことで『NTR30』の製作は遅れることになった。
コラターラ・シヴァは『NTR30』を監督デビュー作『MIRCHI/ミルチ』と比較して「より商業的な魅力に満ちたビック・プロジェクト」と語っている。その後、彼は『Acharya』が興行的に失敗したことを受けて脚本を修正することを決めたため、撮影開始時期が2022年後半にずれ込むことが発表された。プリプロダクションが同年11月までに開始されたことで、撮影開始時期は2023年初頭になることが予想された。当初は2023年2月22日から撮影を開始する予定だったが、同月18日にターラカ・ラトナ（ラーマ・ラオ・ジュニアの従兄）が急死したことや、ラーマ・ラオ・ジュニアが第96回アカデミー賞における『RRR』のキャンペーンに参加することになったため、撮影時期がずれ込むことになった。その後、3月23日にハイデラバードでプージャが執り行われて企画が正式にスタートし、S・S・ラージャマウリによってムフラト・ショットも執り行われた。また、ラーマ・ラオ・ジュニアの誕生日を翌日に控えた5月19日に正式なタイトルが『Devara』であることが発表され、10月4日には映画が二部作構成であることが明かされた。主要スタッフにはアニルド・ラヴィチャンダル（音楽監督）、R・ラトナヴェール（撮影監督）、A・シュリーカル・プラサード（編集技師）、サーブ・シリル（プロダクションデザイナー）、ケニー・ベイツ（スタント振付師）、ブラッド・ミンニッチ（視覚効果スーパーバイザー）、ユガンダル・T（視覚効果スーパーバイザー）が起用された。

### キャスティング
ヒロイン役にはアーリヤー・バット、シュラッダー・カプール、ムルナール・タークル、ラシュミカー・マンダンナが候補に挙がったものの交渉は不調に終わり、最終的にカラン・ジョーハルの紹介でジャーンヴィ・カプールが起用され、彼女は『デーヴァラ』で南インド映画デビューを果たすことになった。また、2023年4月にはサイーフ・アリー・カーンが悪役に起用され、彼も『デーヴァラ』でテルグ語映画デビューを果たすことになった。彼は出演について、新しい言語を覚えることは挑戦的であり、「まるで新人のように感じた」と語っている。
助演キャストとしてプラカーシュ・ラージとシュリーカーントの出演が明かされ、2023年5月にはマニ・チャンダナとタラク・ポンナッパの出演が発表された。また、6月にはシャイン・トーム・チャッコーの出演が発表され、12月にはカライヤラーサン、ナレーン、ムラリ・シャルマ、アビマニュ・シンの出演が発表された。2024年2月にはシュルティ・マラテの出演が発表され、コラターラ・シヴァは彼女が観客から第2ヒロインに扱われることを避けるためにデーヴァラの妻役に起用したことを明かしている。また、彼はデーヴァラの個性を引き立てる女優を求めており、知名度の高い女優を起用すれば、そのイメージがキャラクターにとって障害になっていただろうと語っている。

### 撮影
2023年4月1日からハイデラバードで主要撮影が始まりラーマ・ラオ・ジュニアが参加し、4月中旬からはジャーンヴィ・カプールとサイーフ・アリー・カーンも合流した。5月中旬からラーマ・ラオ・ジュニアが家族旅行に出かけたため撮影は2週間休止し、6月7日から再開したスケジュールではラーマ・ラオ・ジュニアやサイーフ・アリー・カーンが登場する主要シーンの撮影が14日間かけて行われた。このスケジュールでは暗闇の中でのアクションシーンなどが撮影されている。その後、1か月間の休止期間を経て7月31日から水中シーンの撮影が行われ、撮影に先立ちラーマ・ラオ・ジュニアはムンバイの熟練スイマーから指導を受けて水中でのアクションシーンに挑んでいる。9月にはシャムシャバードの特設セットでビーチのシーンが撮影された。10月4日にはハイデラバードで水中シーンの撮影が行われ、11月1日にジャーンヴィ・カプールの出演シーンの撮影が完了した。その後、ディーワーリー（2023年11月12日）に伴い撮影は休止し、ディーワーリー終了の2日後から撮影は再開され、11月20日までにゴア州での撮影が終了し、12月中旬からはハイデラバードで撮影が行われた。ナンダムーリ・カリヤーン・ラームは12月下旬までに8割の撮影が終了し、2024年1月までに全日程の撮影が完了予定であることを明かしている。その後、撮影チームは同月末の時点で3割の撮影が終了していることを明かした。
2024年3月中旬からゴア州でラーマ・ラオ・ジュニアとジャーンヴィ・カプールが出演する歌曲シーンの撮影が行われ、5月にはヴィシャーカパトナムでサイーフ・アリー・カーンの出演シーンが撮影された。この間、ラーマ・ラオ・ジュニアは『War 2』の撮影のためムンバイに滞在していたため、撮影には参加していない。6月中旬から撮影に合流したラーマ・ラオ・ジュニアは、ゴア州内の森でサイーフ・アリー・カーンとの共演シーンを撮影し、その後はタイ王国のクラビーで「Chuttamalle」の歌曲シーンの撮影が行われ、ボスコ・マルティスが振り付けを手掛けた。7月にはシャムシャバードで撮影が行われたが、撮影中に複数の情報漏洩が発覚したため撮影は屋内スタジオで行われ、スタッフは電話の使用を制限されていた。8月中旬からは「Aayudha Puja」の歌曲シーンが撮影され、同月14日にラーマ・ラオ・ジュニアは撮影スケジュールの全日程が終了したことを明かした。
ラーマ・ラオ・ジュニアはサンディープ・レッディ・ヴァンガとの対談の中で、当初はカポリにある大規模なプールで水中シーンの撮影を行うことが検討されていたが、最終的にスタジオ内にプールを設営して撮影を行うことになったことを明かしている。このプールは150×200メートル規模のもので、30-35日間かけて撮影を行ったという。また、彼はプールでの撮影について「巨大な掘削機を入れて人工的に波を作ったんだ。スタジオ内にはウェーブマシンも用意されていたよ。それと、モーターボートのモーターを水中に固定して、小さな波も起こしていたんだ。プールのほかに水槽もあったから、そこでアクションシーンを撮影したよ」と語っている。

### ポストプロダクション
VFXはナンダムーリ・カリヤーン・ラームが経営するアドヴァイタ・クリエイティブ・カンパニーを中心にアンナプルナ・スタジオ、デジタル・ドメイン、ステルスワークス・タイワン、NXT VFX、NY VFXWaala、アルザーラVFX、ファントムFX、スタジオ51、ファイアボルトエンターテインメント、マスクマン・スタジオ、オスカーVFX、DNEG、リディファインVFXが参加している。『デーヴァラ』が視覚効果に大きく依存する映画であることから、ナンダムーリ・カリヤーン・ラームは8か月間かけてコンピュータグラフィックスとエフェクトについて研究してVFXを活用するシーンを選別し、該当するシーンのストーリーボードを作成した。撮影チームはVFXを使用するシーンの撮影を優先的に行い、VFXチームは4か月間かけて作業を進めた。撮影監督のR・ラトナヴェールによると、3000ショットのCGが使用されたという。2024年7月から吹き替え作業が行われた。
当初の上映時間は190分を予定していた。完成したフィルムは2024年9月12日に中央映画認証委員会に送付され、「U/A」の認証を得ている。その際、中央映画認証委員会は3つのシーン（夫が妻を蹴り飛ばすシーン、息子が母親を蹴り飛ばすシーン、剣に吊るされた人物の遺体が滑り落ちるシーン）の削除と、ヴァラがサメを乗りこなすシーンにCGIマークを表示することを要求している。これらの要求に応じた結果、最終的な上映時間は170分前後に短縮された。

### 音楽
背景音楽とサウンドトラックの作曲はアニルド・ラヴィチャンダルが手掛けており、彼にとって『Agnyaathavaasi』『Jersey』『Nani's Gang Leader』に続いて4本目のテルグ語映画への参加となった。2024年5月19日にファーストシングル「Fear Song」がリリースされ、8月5日にはセカンドシングル「Chuttamalle」がリリースされた。続いてサードシングル「Daavudi」が9月4日にリリースされ、同月26日にフォースシングル「Ayudha Pooja」とサウンドトラック・アルバムがリリースされている。

## マーケティング
2024年1月8日に本編映像の一部がソーシャルメディアを通して公開され、サイーフ・アリー・カーンの誕生日である8月16日には彼が演じるバイラの登場シーンの一部が公開された。9月10日にはムンバイ・フィルムシティで開催されたイベントの中で予告編が公開され、その内容やラーマ・ラオ・ジュニアの容姿についてインターネット上で批判的な意見が散見されたことに対し、彼のファンであるヴィシュワク・セーンが映画を擁護する意見を表明している。公開を5日後に控えた9月22日には別バージョンの予告編が公開された。
2024年9月17日にチェンナイでタミル語版のプロモーション・キャンペーンが始まり、コーチ・ベンガルール・ハイデラバードでもプロモーション・イベントが予定されていた。プレリリース・イベントはハイデラバードのHICCノボテルで開催されたが、ラーマ・ラオ・ジュニアとトリヴィクラム・シュリーニヴァースがゲストとして出席したことで定員を超えるファンが集まったため2人は会場から退席せざるを得ない事態になり、イベントは中止された。その後、ラーマ・ラオ・ジュニアはビデオメッセージを通して、イベントが中止されたことに対して意見を表明している。このほか、カラン・ジョーハルは自身がプロデュースしたアーリヤー・バット主演作『Jigra』と合わせて『デーヴァラ』のプロモーションを行い、2人との対談を行っている。「Devara ka Jigra」と名付けられた対談の様子は、9月23日にダルマ・プロダクションのYouTube公式チャンネルで公開された。

## 公開

### 劇場上映
2024年9月26日にロサンゼルスで開催されたビヨンド・フェストでプレミア上映が行われ、ラーマ・ラオ・ジュニアとコラターラ・シヴァが主賓として招待された。翌27日にテルグ語版・タミル語版・ヒンディー語版・マラヤーラム語版・カンナダ語版が劇場公開され、2D・IMAX・4DX・ScreenX・D-BOX・MX4D・ICEでそれぞれ上映された。当初の公開日はウガーディの時期に合わせて4月5日を予定していたが、ポストプロダクションとVFX作業の遅れからヴィジャヤダシャーミー期間中の10月10日公開に延期され、最終的に9月27日に公開された。公開に先立ち、幅広い観客層に受け入れられることを目的として、ヒンディー語吹替版からテルグ俳優の単独出演シーンが削除され、上映時間が7分間短縮された。

### 配給
ヒンディー語吹替版の配給はダルマ・プロダクションとAAフィルムズが担当し、シーターラ・エンターテインメントはアーンドラ・プラデーシュ州とテランガーナ州の配給権を取得している。カルナータカ州の配給はKVNプロダクションとショーウィング・ビジネスが担当し、北米の配給権はプラティヤンギラ・シネマズとハンシニ・エンターテインメントが取得した。このほか、タミル・ナードゥ州の配給はシュリー・ラクシュミ・ムービーズ、ケララ州の配給はウェイファーラー・フィルムズが担当している。チケットの販売価格はテランガーナ州で250ルピー（単館）と418ルピー（シネマコンプレックス）、アーンドラ・プラデーシュ州で200ルピー（単館）と325ルピー（シネマコンプレックス）になっている。

### ホームメディア
デジタル配信権はNetflixが15億5000万ルピー（1800万ドル）で取得し、劇場公開の7-8週間後を目途に全言語版の配信が行われる予定になっていた。11月8日からテルグ語版・タミル語版・カンナダ語版・マラヤーラム語版の配信が始まり、同月21日から英語吹替版の配信も開始された。また、翌22日からはヒンディー語版も配信されている。

## 評価

### 興行収入
公開に先立ち、『デーヴァラ』は配給権の売却で18億ルピー近い利益を上げており、アーンドラ・プラデーシュ州とテランガーナ州の配給権は11億3000万ルピーで売却されている。また、ヒンディー語吹替版の配給権は「4億5000万ルピーまたは6億ルピーで売却される」と報じられた。『デカン・クロニクル』は「テルグ俳優の主演作としては、近年では最高額」と報じており、この理由として『War 2』でヒンディー語映画デビューするラーマ・ラオ・ジュニアの人気が北インドで高まっていることが挙げられている。しかし、後に最終的な売却額は1億5000万ルピーであると報じられた。このほか、タミル・ナードゥ州、カルナータカ州、ケララ州の合計売却額は1億6500万ルピーとなり、海外市場の売却額は2億6000万ルピーとなっている。このため、製作会社が利益を得るためには配給収入が18億ルピー（＝興行収入35億ルピー）を越える必要があると報じられた。また、配給権の利益以外にはデジタル配信権、衛星放送権、音楽権の売却で合計15億ルピーの利益を得ている。
公開初日の興行収入は13億2000万ルピーを記録し、ラーマ・ラオ・ジュニアにとって『RRR』に次ぐ興行成績を記録した。公開2日目には累計興行収入が20億ルピーを越え、国内興行収入も10億ルピーを越えている。オープニング週末の興行収入は25億ルピーを記録し、『ピンクヴィッラ』は公開7日間で興行収入が30億3500万ルピーを記録したと報じ、一方で『インディアン・エクスプレス』は興行収入37億ルピーを記録したと報じている。『ヒンドゥスタン・タイムズ』は公開2週間の興行収入が40億8000万ルピーを記録し、このうちアーンドラ・プラデーシュ州とテランガーナ州の興行収入が20億8000万ルピーであると報じた。『ボリウッド・ハンガマ』は公開18日間の興行収入が52億1000万ルピーを越えたと報じ、一方で『ピンクヴィッラ』は公開終了間際の興行収入が40億3830万ルピーであると報じている。また、『デイリー・ニュース&アナライシス』は最終的な興行収入が42億ルピーを記録したと報じている。

### 批評
『デーヴァラ』の評価は混合的なものとなっており、『Rotten Tomatoes』には18件の批評が寄せられ支持率は33パーセント、平均評価は5.7/10となっている。『ABPライヴ』のマフパラ・カビールは3.5/5の星を与え「『デーヴァラ』はエンターテインメントな映画体験を提供してくれる、手に汗握るアクション・ドラマである。ラーマ・ラオ・ジュニアは二役を見事に演じ分け、サイーフ・アリー・カーンは彼に恨みを抱く敵役として輝きを放っていた。この映画の素晴らしい映像、壮大なアクションシーン、迫真の演技は、物語が予測可能な展開であっても必見の価値を有している」と批評し、『ボリウッド・ハンガマ』も3/5の星を与えて「『デーヴァラ』は後半パートが失速気味なのが欠点だが、前半パートの素晴らしさや圧巻のアクションシーン、ラーマ・ラオ・ジュニアの魅力的なキャラクターによって、その欠点を補っている」と批評している。また、『ザ・タイムズ・オブ・インディア』のポール・ニコデモスは3/5の星を与え「『デーヴァラ』の映像は素晴らしかったものの、物語的には失望を禁じ得ない。ラーマ・ラオ・ジュニアの堅実な演技が、高いプロダクションバリューとアニルドの音楽と相まって、映画を一見の価値あるものに仕上げている」と批評し、『ファーストポスト』のラチミ・デーブも3/5の星を与えて「サイーフ・アリー・カーンとラーマ・ラオ・ジュニアの演技は素晴らしいものだが、ジャーンヴィ・カプールのキャラクターに物語へ登場する必然性が用意されていれば、この映画はスーパーヒットを記録していただろう。だが、残念なことに彼女は単なる飾り物でしかなかったのだ」と批評している。
『Rediff.com』のスカンニャー・ヴァルマーは2.5/5の星を与え「海の守護者を自認するデーヴァラが暴力を断ち切るために暴力を用いるという展開は、まさしくラーマ・ラオ・ジュニアのファン向けのファンタジーだ。『デーヴァラ』の女性キャラクターの存在感は皆無で、ただ息子のために泣き、恋人のために溜息をつくだけである」と批評し、『タイムズ・ナウ』のサシダール・アディヴィも2.5/5の星を与えて「『デーヴァラ』にはアクション、ドラマ、ロマンス、エキゾチックなロケ地での歌曲シーンが備わっている。もし、後半パートに素晴らしい脚本が用意されていれば、より魅力的な映画に仕上がっていたことだろう」と批評している。また、『OTTプレイ』のアヴァド・ムハンマドは2.5/5の星を与えて「『デーヴァラ』は、ラーマ・ラオ・ジュニアの素晴らしい演技が見もののスタイリッシュなアクションドラマだ。映像とアクションは素晴らしいが、ドラマ部分が弱い。後半パートの盛り上がりは中途半端で、映画としてはまずまずの出来映えといったところだ」と批評している。さらに、『インディア・トゥデイ』のK・ジャーナキは2.5/5の星を与え「『デーヴァラ』は、作り込まれた人物描写が織りなすアクションドラマである。ラーマ・ラオ・ジュニアとサイーフ・アリー・カーンの演技は見所満載だが、物語は予測の範囲内でしか展開しない。『デーヴァラ』はS・S・ラージャマウリの『バーフバリシリーズ』のようなクリフハンガーで終わるが、大作映画を何でも2部作にする風潮に対して疑問を抱かせる映画でもあった」と批評し、『インディアン・エクスプレス』のアヴィナーシュ・ラーマチャンドランも2.5/5の星を与えて「ラーマ・ラオ・ジュニア主演作は好調なスタートを切るが、その後はひたすら下降線をたどっていき、魅力的ながらも奇抜で血生臭いフィナーレによって、ようやく救われる」と批評している。このほか、ニューデリー・テレビジョンのサイバル・チャテルジーは2.5/5の星を与え「ラーマ・ラオ・ジュニア、ジャーンヴィ・カプール、そしてサイーフ・アリー・カーンが出演した『デーヴァラ』は賛否両論の評価だった。上手くいった部分は少ないが、大きなキャンバスに描かれたアクションとメロドラマを好むファンの欲求には応えられるかも知れない」と批評し、インディアTVのジャヤー・ドウィヴェーディーも2.5/5の星を与えて「脚本と演出が弱く、予測可能な展開に終始している。さらに、観客は今まで観賞してきた映画との既視感を何度も抱くことになるだろう。全体として、この沈みかけの船を救っているのはカメラワークと演技だけである。この映画は新たな映画体験を提供することはなく、全体的にオリジナリティーが欠けている」と批評している。
『デカン・クロニクル』のB・V・S・プラカーシュは2/5の星を与え「監督のコラターラ・シヴァは、ラーマ・ラオ・ジュニアのようなビッグスターを起用するなら、空想的で脆弱な脚本ではなく、もっと親近感を抱けるような脚本を用意するべきだった。彼はラーマ・ラオ・ジュニアのヒロイズムと怒りのイメージに頼り切り、それを増幅しているだけであり、キャラクターたちの感情の核となる部分が欠如している。目に見えない恐怖というコンセプトは、もっと現実的で親近感を抱けるような脚本があれば、上手く機能していただろう」と批評し、『ザ・クイント』のプラティークシャ・ミシュラーも2.5/5の星を与えて「一見すると『デーヴァラ』は手に汗握る映画だが、必要に迫られて道徳心を探求するという、ある種の陰鬱さが魅力として備わっている。その潜在的な魅力を『デーヴァラ』が気付いていれば、映画は大ヒットしていたかも知れない。だが、残念なことに映画は映像的なスペクタクルを追い求めるばかりで、内容が薄いままなのだ」と批評している。また、『ザ・ヒンドゥー』のサンギータ・デーヴィ・ドゥンドゥーは「コラターラ・シヴァとラーマ・ラオ・ジュニアは、アニルド・ラヴィチャンダルの強力な支援を得て激しいアクションドラマを展開するが、続編ありきで物語を引き延ばそうと躍起になったことで、後半パートは盛り上がりに欠けるものになってしまった」と批評し、『ヒンドゥスタン・タイムズ』のニーシター・ニャヤパティは「コラターラは世界を救わんとするキャラクターを書かずにはいられないようだ。それは悪いことではないのだろうが、既視感を覚えずにはいられない。『バーフバリシリーズ』のような終わり方で続編の物語を用意しているようなので、次はもっと楽しめる映画になっていることを願おう」と批評している。

### 受賞・ノミネート
| 映画賞                            | 授賞日        | 部門   | 対象                       | 結果 | 出典    |
| --------------------------------- | ------------- | ------ | -------------------------- | ---- | ------- |
| 第1回テランガーナ・ガッダル映画賞 | 2025年6月14日 | 振付賞 | ガネーシュ・アーチャーリヤ | 受賞 | [ 163 ] |

## 続編
続編『Devara: Part 2』は2026年に撮影が開始される予定であり、続編ではデーヴァラの家族を中心に物語が展開する。